# GRANDEEK
『GRANDEEK』（グランディーク）は、桜瀬琥姫による日本の漫画作品。
コミックガムで連載を開始。単行本1巻を出したのち長らく連載が中断されていたが、キャラクターはそのまま、ストーリーと設定を一新した『GRANDEEK Reel』（グランディーク リール）として描き直され、ウルトラジャンプ2005年12月号から改めて連載を開始した。
『GRANDEEK Reel』は一部のキャラクターが入れ替わっているほか、デザインの変更や新たな設定が数多く加えられ、ストーリーも『GRANDEEK』とは異なる。2011年末の時点で4巻まで単行本化されたのち、筆者の手術などの事情による休載を経て2014年2月には5巻の発売も予定されていたが、編集部から原稿を少し描き溜めた状態で連載を再開する要望があり、その後、予定されていた5巻の発売が未定となったまま暫くして休載、2023年2月現在も未完のままとなっている。
初期の『GRANDEEK』はラジオドラマ化やオリジナル・ビデオ・アニメーション化もされている。

## 単行本

### GRANDEEK
ワニブックス、既刊1巻（中断による連載終了につき未完）
1. 1998年03月01年発売、ISBN 4-8470-3273-X

### GRANDEEK ReeL
集英社 ヤングジャンプ・コミックス・ウルトラ、既刊4巻（2011年12月現在）
1. 2007年03月19日発売[3]、ISBN 978-4-08-877243-1
2. 2008年07月18日発売[4]、ISBN 978-4-08-877470-1
3. 2010年03月19日発売[5]、ISBN 978-4-08-877818-1
4. 2011年12月19日発売[6]、ISBN 978-4-08-879249-1

## ラジオドラマ
ラジオジュテーム内で放送、1999年10月21日に『サウンド・ストーリー グランディーク 完全版』としてSPE Visual WorksよりドラマCDが発売された。

### 声の出演
- ティーア・オルブライアント - 堀江由衣
- グランディーク - 永井一郎
- ルーク・スレイトン - 江原正士
- ルチア - 田中理恵
- フォルティーナ - 山田美穂
- ライナス - 辻親八
- アンディ - 笠井律子
- シェリル - 角谷綾香
- 門兵 - 平川大輔

## OVA『GRANDEEK〜外伝〜』
VHSとDVDの二種類のメディアで2000年11月1日に発売された。

### 声の出演
- ティーア - 堀江由衣
- グランディーク - 永井一郎
- ルーク - 江原正士
- ルチア - 田中理恵
- マッシモ - 納谷六朗
- ユーリー - 山崎たくみ
- アイオーン - 保志総一朗

### スタッフ
- 原作 - 桜瀬琥姫「GRANDEEK」
- 監督・脚本 - 外山草
- キャラクターデザイン・作画監督 - 馬場俊子
- 美術監督 - 小倉宏昌
- デジタル美術演出 - 古宮陽子
- 色彩設定 - 新垣純子
- 撮影監督 - 伊藤正弘
- 編集 - 古川雅士
- 音楽 - 岩崎琢
- 音楽監督 - 児玉隆
- 音響演出 - はたしょうじ
- プロデューサー - 須藤奈穂美、菊池晃一、桜井宏
- 制作 - アニメイトフィルム、グループ・タック
- 製作 - SPE・ビジュアルワークス

### 主題歌
エンディングテーマ「海の見える丘で」
歌 - 田中理恵 / 作詞 - 濱田理恵 / 作・編曲 - 寺嶋民哉